# Secale segetale
Secale segetale är en gräsart som först beskrevs av Petr Michajlovitj Zjukovskij och fick sitt nu gällande namn av Roman Julievich Roshevitz. Secale segetale ingår i släktet rågsläktet, och familjen gräs. Inga underarter finns listade i Catalogue of Life.